# Östliche Blindschleiche
Die Östliche Blindschleiche (Anguis colchica), auch Kolchische Blindschleiche genannt, ist eine Reptilienart aus der Familie der Schleichen und lebt im östlichen Europa und westlichen Asien.

## Merkmale
Die Gesamtlänge beträgt bis zu 59 cm, die Kopf-Rumpf-Länge bis zu 29 cm. Männchen bleiben geringfügig kleiner als Weibchen. Jungtiere weisen eine Gesamtlänge von 6 cm bis 12 cm auf. Der Körper ist beinlos und lang gestreckt, fast immer ist eine äußere Ohröffnung sichtbar. In der Körpermitte befinden sich 26 bis 30 Schuppenlängsreihen. Weibchen haben eine helle, bleifarbene Oberseite, die sich von den dunkleren Flanken absetzt und meist eine dunkle Rückenlinie. Die Männchen haben einen dickeren Kopf als die Weibchen. Sie sind oberseits gräulich, hellbräunlich oder rötlich-braun gefärbt und nicht so kontrastreich wie die Weibchen oder Jungtiere. Ihnen fehlt häufig die Mittellinie, dafür weisen sie oft kleine blaue Flecken auf der Oberseite auf, die bei den Weibchen deutlich seltener sind. Jungtiere sind oberseits sehr hell, fast weißlich bis blass-gelblich, golden oder silbergrau und sie haben auf dem Kopf eine tropfenförmige, dunkelbraune Zeichnung, sowie eine schmale, schwarzbraune Rückenlinie.

## Verbreitung
Das Verbreitungsgebiet der Östlichen Blindschleiche grenzt im Westen an das Verbreitungsgebiet der Blindschleiche (Anguis fragilis). Vom östlichen Polen, der Slowakei, Ungarn und Serbien erstreckt es sich nach Osten hin über Bulgarien, Rumänien, die Ukraine, die Republik Moldau und Belarus bis nach Russland. Im Norden werden die Baltischen Staaten Estland, Lettland und Litauen, sowie der Süden Finnlands besiedelt. Im Südosten gibt es ein zweites, abgetrenntes Verbreitungsgebiet, das sich vom europäischen Teil der Türkei über die nördlichen Küstengebiete der Türkei bis in den Kaukasus und die Südküste des Kaspischen Meeres erstreckt. Die Schwarzmeerküste wird dabei fast vollständig besiedelt.

## Lebensraum
Von Meeresspiegelhöhe bis 2300 m über NN im Kaukasus. In Rumänien ist die Art im Tiefland selten, im Hügelland und Gebirge (100–1200 m über NN) dagegen häufig und vor allem in warmen Tälern zu finden. Wie die Westliche Blindschleiche besiedelt diese Art ein breites Spektrum an Lebensräumen, so wie lichte Wälder – besonders Laubwälder – mit alten Baumstubben und Totholz, Schneisen, Lichtungen, krautige Wegsäume, vielfältig strukturierte Waldränder, buschbestandene Hänge mit Felsbereichen, Steinbrüche, Bahndämme, grasige Grabenböschungen, Gärten und Andere. Bodennah bevorzugt die Art deckungsreiche Vegetation und eine gewisse Feuchte.

## Lebensweise

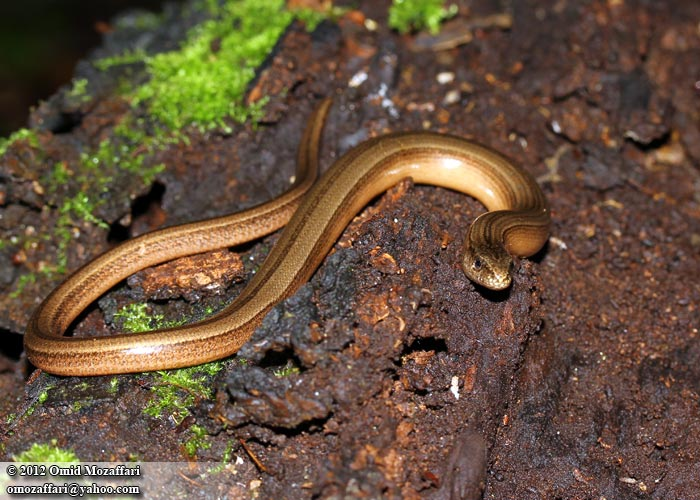
Gesamtansicht einer Östlichen Blindschleiche

Je nach Gebiet und Regionalklima von März bis November aktiv, in Nordrussland erst ab Juni. Die Lebensweise ähnelt der der Westlichen Blindschleiche. Die Paarungen finden in Bulgarien von Mitte April bis Anfang Juni statt, das Absetzen der 3–26 Jungen erfolgt hier von Ende Juni bis Ende Juli. Generell kann es aber je nach Witterungsverlauf auch zu deutlich späterem Absetzen der Jungen kommen. Für Rumänien wird Juni–September genannt, für die Slowakei als Extrem der 11. November angegeben. Die Geschlechtsreife wird bei Männchen mit 3–4 Jahren, bei Weibchen mit 4–5 Jahren erreicht. Die Tiere können 10–15 Jahre, in Ausnahmefällen auch wesentlich älter werden.

## Taxonomie
Bis 1990 waren alle Arten der Blindschleichen (Anguis) unter dem Namen Anguis fragilis in einer Gruppe vereint, da man sie morphologisch nur sehr schwer oder gar nicht voneinander unterscheiden konnte. Die Östliche Blindschleiche konnte erst 2010 durch molekularbiologische Methoden zusammen mit der Griechischen Blindschleiche als klar abgrenzbare Arten ausgegliedert werden. 2013 folgte die Italienische Blindschleiche (Anguis veronensis).